# Aluminiumhydroxid
Aluminiumhydroxid, Al(OH)3, findes i naturen som mineralet gibbsit (også kendt som hydrargillit) og dets tre meget mere sjældne polymorfer: bayerit, doyleit og nordstrandit. Det er tæt relateret til aluminiumoxidhydroxid, AlO(OH), og aluminiumoxid (eller alumina), Al2O3. Disse forbindelser udgør tilsammen de store komponenter i aluminiummalmen bauxit.
| Kemi | Spire Denne artikel om kemi er en spire som bør udbygges. Du er velkommen til at hjælpe Wikipedia ved at udvide den. |